# Nacionalni park Arches
Nacionalni park Arches (eng. Arches National Park) jedan je od 58 nacionalnih parkova smještenih u Sjedinjenim Američkim Državama u saveznoj državi Utah.

## Zemljopis i geologija
Nacionalni park Arches je smješten na jugoistoku savezne države Utah, u neposrednoj blizini grada Moab. 
Park se satoji od mnoštva nepravilnih kamenih stupova svih oblika i veličina. Oko 200 kamenih lukova, po kojima je park dobio ime, premošćuje otvore u stijenama. Najduži od njih, koji je ujedno i najduži na svijetu je Ladscape Arch koji nalikuje velikoj i tankoj traci od kamena. Luk je na jednom dijelu debeo tek 1,8 m, a dužina mu je oko 100 m te spaja dva masivna potpornja. 
Ove prirodne tvorevine su oblikovane od pješčenjaka. Pješčenjaci su u stvari zrnca kvarca koja su međusobno povezana kalcijevim karbonatom, a zatim presvučena raznim željeznim spojevima koji ovom fenomenu daju raznolike boje. Stupovi i lukovi su nastali tako što cijeli pješčenjak leži da debelom sloju soli. Pritiskom stijena iznad sebe, sol se uvlači u mekši dio stijena te, stvarajući vlastiti pritisak, pješčenjak izguruje prema gore u obliku kupole. Vremenom se kamen širio i pucao zbog čega je došlo do nastanka brojnih paralelnih pukotina, međusobno udaljenih od 3 do 6 m. U pukotine je prodirala voda zbog čega su se pukotine počele stanjivati stvarajući lukove.

## Klima
Godišnje padaline u parku su oko 200 mm, temperatura zimi pada ispod nule, a ljeti se penje i do 37°C. Stijene se u takvoj situaciji zagrijavaju čak do 66°C.
| Klimatološki srednjaci za Nacionalni park Arches           | Klimatološki srednjaci za Nacionalni park Arches | Klimatološki srednjaci za Nacionalni park Arches | Klimatološki srednjaci za Nacionalni park Arches | Klimatološki srednjaci za Nacionalni park Arches | Klimatološki srednjaci za Nacionalni park Arches | Klimatološki srednjaci za Nacionalni park Arches | Klimatološki srednjaci za Nacionalni park Arches | Klimatološki srednjaci za Nacionalni park Arches | Klimatološki srednjaci za Nacionalni park Arches | Klimatološki srednjaci za Nacionalni park Arches | Klimatološki srednjaci za Nacionalni park Arches | Klimatološki srednjaci za Nacionalni park Arches | Klimatološki srednjaci za Nacionalni park Arches |
| mjesec                                                     | sij                                              | velj                                             | ožu                                              | tra                                              | svi                                              | lip                                              | srp                                              | kol                                              | ruj                                              | lis                                              | stu                                              | pro                                              | godina                                           |
| ---------------------------------------------------------- | ------------------------------------------------ | ------------------------------------------------ | ------------------------------------------------ | ------------------------------------------------ | ------------------------------------------------ | ------------------------------------------------ | ------------------------------------------------ | ------------------------------------------------ | ------------------------------------------------ | ------------------------------------------------ | ------------------------------------------------ | ------------------------------------------------ | ------------------------------------------------ |
| srednji maksimum, °C                                       | 5                                                | 11                                               | 16                                               | 21                                               | 28                                               | 30                                               | 37                                               | 36                                               | 30                                               | 23                                               | 12                                               | 7                                                | 21                                               |
| srednja dnevna temperatura, °C                             | −1,5                                             | 4                                                | 8,5                                              | 13,5                                             | 19,5                                             | 21,5                                             | 27,5                                             | 27                                               | 22                                               | 14,5                                             | 5                                                | 0,5                                              | 13,5                                             |
| srednji minimum, °C                                        | −8                                               | −3                                               | 1                                                | 6                                                | 11                                               | 13                                               | 18                                               | 18                                               | 14                                               | 6                                                | −2                                               | −6                                               | 6                                                |
| oborine, mm                                                | 10,6                                             | 9,4                                              | 19,3                                             | 20,2                                             | 22,4                                             | 11,1                                             | 22,0                                             | 26,8                                             | 18,5                                             | 27,9                                             | 19,4                                             | 10,0                                             | 218,8                                            |
| Izvor: Worldclimate.com, podaci za razdoblje 1980. – 1995. |                                                  |                                                  |                                                  |                                                  |                                                  |                                                  |                                                  |                                                  |                                                  |                                                  |                                                  |                                                  |                                                  |

## Biljni pokrov
Unatoč negostoljubivoj klimi u parku rastu paprat, orhideje, juka i smreka te nisko raslinje i kaktusi koji su se uspješno prilagodili pustinjskim uvjetima. To raslinje sačinjavaju jednogodišnje biljke koje cvjetaju za vrijeme kiša. Sjemenke mogu godinama ostati ukopane u zemlju čekajući povoljne uvjete za rast i cvatnju, a ti uvjeti su obično najizraženiji u proljeće. Lišće bilja i kaktusa obično je puno sitnih bodlji i tvrde je kože koja sprječava gubitak za život neophodne tekućine. Smreka ima sposobnost "samoobrezivanja" tako što u sušnim vremenima usmjerava tekućinu samo na one grane koje joj osiguravaju opstanak, dok korijenje stabljike juke ima sposobnost dohvata vode tamo gdje druge biljke to ne mogu.

## Životinjski svijet
Unatoč dojmu da je park nenastanjen životinjskim vrstama, u parku ipak obitavaju ptice, gušteri i neki glodavci čiji život i aktivnosti diktiraju godišnja doba i vremenski uvjeti. 
Pustinjske životinje su se prilagodile ovim uvjetima pa je većina njih najaktivnija noću kad love. Danju se pred vrućinom skrivaju u pukotinama stijena. Najčešće vrste su razni pustinjski glodavci, tvorovi, lisice, pume, šišmiši i sove. Od životinja su nazočni i jelen mazgar, kojot i ris koji su također noćne životinje.
Tek rijetke životinje se kreću i aktivne su danju poptu vjeverica, guštera, zmija, jastrebova i orlova. Zmije i gušteri su tijekom zime noću neaktivni ali su u proljeće i ranu jesen aktivni tijekom dana,  dok ljeti u vrijeme najvećih vrućina postaju aktivni isključivo noću.

## Povijest
Prvi ljudi su se pojavili u ovom području koncem ledenog doba, prije otprilike 10.000 godina. Kvarcni kamen im je pogodovao za izradu raznog oružja i oruđa a ostaci se pronalaze i danas.
Prije otprilike 2.000 godina, lovci nomadi su započeli s naseljavanjem dijela parka i uzgojem pojedinih biljaka. Ovi su rani poljodjelci, poznati kao predci Pueblo indijanaca, uzgojili kukuruz i grah. Živjeli su u selima kakvih još uvijek ima očuvanih u Nacionalnom parku Mesa Verde.
Kako su naseljavali ovo područje, ljudi su jednako tako i odlazili pa su u parku živjele različite kulture poput Šošona, Juta i Pajuta, koji su tu 1776. susreli i prve Europljane. O nazočnosti ovih indijanaca svedoče i crteži na stijenama za koje se vjeruje da su ih izrađivali pripadnici plemena Juta.

### Dolazak Europljana
Prvi Europljani koji su pronašli park su bili Španjolski istraživači koji su tražili nove puteve prema svojim misijama u Kaliforniji, pa tako stara španjolska staza koja je povezivala Santa Fe i Los Angeles prolazila istom rutom kojom danas prolazi auto-cesta.
Prvi pisani trag u parku je ostavio Denis Julien, francusko-američki lovac, koji je imao naviku potpisivati se pa je 9. lipnja 1844. ostavio natpis s datumom svog prolaska parkom.
Prvi naselje, današnji grad Moab, koje su osnovali Europljani bilo je naselje mormona koje su zbog čestih sukoba s Jutama morali napustiti. 1880-ih i 1890-ih godina, Moab su naselili rančeri. Loren Bish Taylor, jedan od prvih doseljenika koji je 1911. preuzeo lokalne novine, prvi je opisao ljepotu crvenkastih stijena oko lukova. 
Prve napore o priznanju ovog područja kao nacionalnog parka poduzeo je 1923. godine istraživač Aleksandar Ringhoffer. Vlada je poslala istraživačke ekipe koje su imale zadaću istražiti i prikupiti dokaze o ljepotama parka i uvjetima za proglašavanje ovog područja nacionalnim parkom. Nakon istraživanja i prikupljenih dokaza, dana 12. travnja 1929. predsjednik Herbert Hoover potpisao je zakon o osnivanju nacionalnog spomenika, a 12. studenog 1971., američki kongres je promijenio tu odluku i područje proglasio nacionalnim parkom, na taj način priznavši više od 10.000 godina kulturne povijesti parka.

## Znamenitosti
- Balanced Rock (hrv. balansirajuća stijena)— Stijena veličine tri manja autobusa koja balansira na stjenovitom stupu.
- Courthouse Towers — Zbirka visokih kamenih stupova.
- Dark Angel — Samostojeći toranj od crnog kamena.
- Delicate Arch — Jedan od najpoznatijih lukova koji je postao simbolom države Utah.
- Devil's Garden (hrv. Vražji vrt) — sastoji se od mnoštva lukova i stubova.
- Double Arch — Dvostruki luk s istim završetkom.
- Fiery Furnace — Prostor labirinata izgrađenih od uskih stupova i stijena.
- Landscape Arch — Najveći svjetski prirodni kameni luk dužine oko 100 m.
- Petrified dunes — Okamenjeni ostaci pješčanih dina.
- Wall Arch — Luk smješten uz Vražji vrt, raspao se između 4. i 5. kolovoza 2008. godine.

## Galerija
- The Three Gossips
- Landscape Arch
- Double Arch - Dupli luk
- Cvijet među okamenjenim dinama
- Broken Arch
- Navajo Arch
- Skyline Arch
- Sand Dune Arch
- Lukovi nacionalnog parka
- Partition Arch
- Skull Arch

## Vanjske poveznice
- Biljni i životinjski svijet Nacionalnog parka Arches (eng.)  Arhivirana inačica izvorne stranice od 28. listopada 2009. (Wayback Machine)
- Divlji svijet Nacionalnog parka Arches (eng.)  Arhivirana inačica izvorne stranice od 29. ožujka 2009. (Wayback Machine)
- Arches National Park info (eng.)  Arhivirana inačica izvorne stranice od 5. rujna 2008. (Wayback Machine)
- Arches National Park (eng.)  Arhivirana inačica izvorne stranice od 30. prosinca 2009. (Wayback Machine)

## Ostali projekti
|  | Zajednički poslužitelj ima stranicu o temi Nacionalni park Arches    |
|  | Zajednički poslužitelj ima još gradiva o temi Nacionalni park Arches |